# Chăn nuôi dưới tán rừng

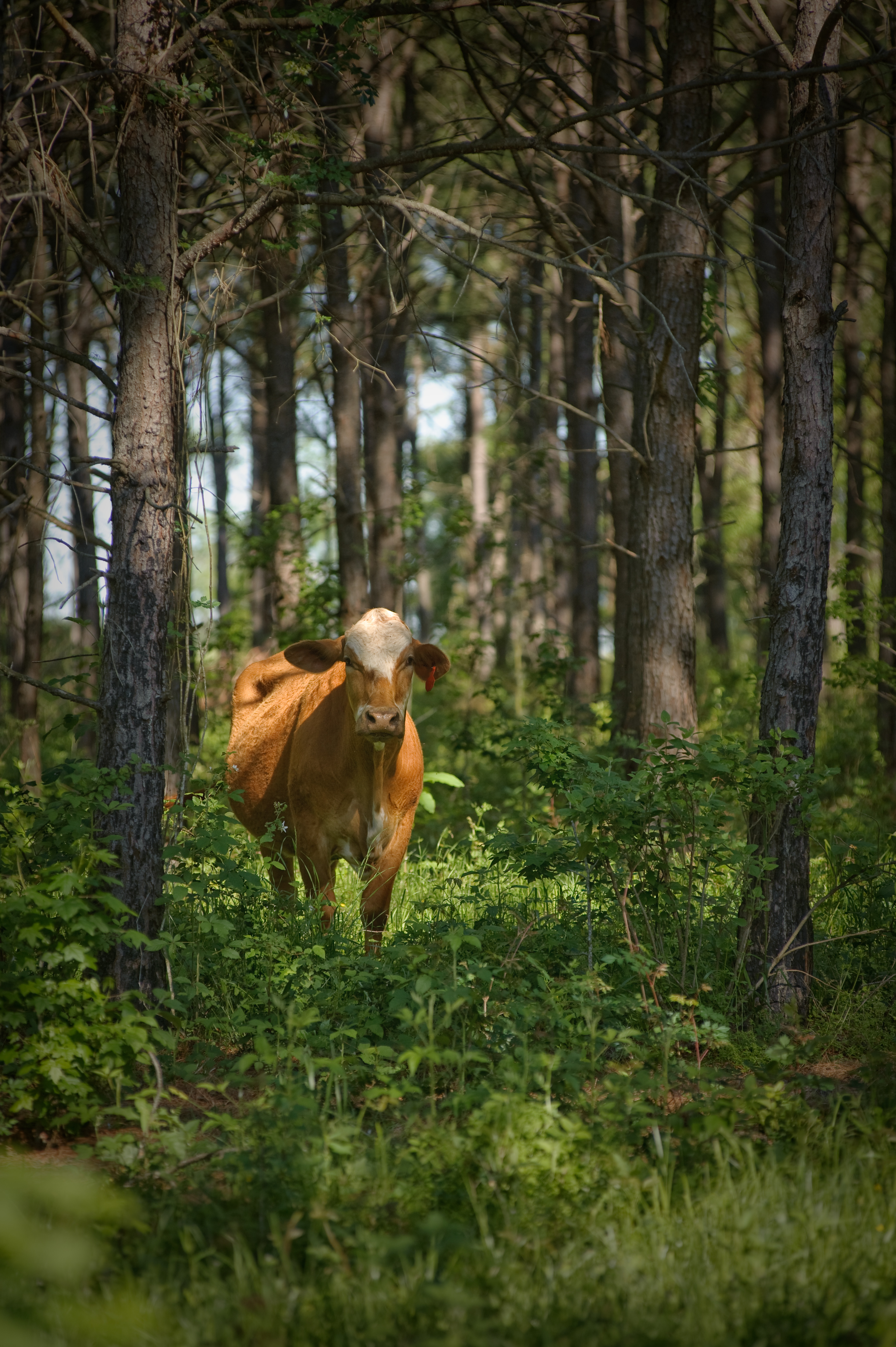
Một con bò đang được chăn nuôi dưới tán rừng (thả rông ở bìa rừng)

Chăn nuôi dưới tán rừng hay chăn thả trong rừng (Silvopasture) là thực hiện mô hình chăn nuôi kết hợp giữa nông-lâm nghiệp (nông lâm kết hợp) với các yếu tố cây rừng, thức ăn gia súc và chăn thả gia súc được thuần hóa theo cách có lợi cho cả hai bên. Nó sử dụng các nguyên tắc chăn thả được quản lý theo hướng chăn nuôi luân canh và nó là một trong một số hình thức nông lâm kết hợp khác nhau. Việc chăn thả dưới tán rừng nếu được quản lý đúng cách có thể tăng năng suất tổng thể và thu nhập dài hạn do sản xuất đồng thời cây trồng, thức ăn gia súc và chăn nuôi, và có thể mang lại lợi ích môi trường như cô lập lượng carbon phác thải từ gia súc.
Chăn nuôi dưới tán rừng là một trong những hình thức nông nghiệp lâu đời nhất được biết đến và đã được thực hiện ở nhiều nơi trên thế giới trong nhiều thế kỷ. Chăn nuôi dưới tán rừng không giống như chăn thả không được quản lý trong rừng, nơi có nhiều hậu quả tiêu cực về môi trường mà phạm vi của chúng chỉ tập trung vào vùng đệm của rừng hoặc những vùng rừng được quy hoạch và rừng sản xuất. Một lợi ích chính của chăn thả trong rừng là tăng sử dụng đất nông nghiệp và có thể kết hợp các khu rừng chưa sử dụng vào sản xuất và sản xuất nhiều sản phẩm trên cùng một diện tích. Điều này đa dạng hóa nguồn thu nhập của trang trại và tăng khả năng thích ứng của trang trại, mô hình này đã được chứng minh là tăng sự phong phú và đa dạng của động vật hoang dã và góp phần vào việc cô lập carbon và giảm thiểu biến đổi khí hậu.